# Jurisdicciones competitivas superpuestas funcionales
Las jurisdicciones competitivas superpuestas funcionales (FOCJ, del inglés Functional Overlapping Competing Jurisdictions) es una forma moderada de panarquía expuesta por los economistas suizos Bruno Frey y Reiner Eichenberger. En virtud de FOCJ, las operaciones gubernamentales se dividen en múltiples organizaciones, cada una conocida como FOCUS.
Su definición es por: 
- Funcional, ya que se ocupa de un solo asunto, como la educación, la policía, o las carreteras.
- Superpuesta, ya que los individuos o la región cubierta por un FOCUS proporciona una función que podría ser objeto de múltiples FOCJ respecto de otra función.
- Competitiva, los FOCJ que proporcionan la misma función pueden competir el uno con el otro. Para algunas funciones, cada individuo puede elegir qué FOCUS se les aplica, sin embargo, si la función está vinculada territorialmente, cada ciudad vota para seleccionar su FOCUS. Por ejemplo, una nación FOCJ puede tener tres fuerzas de policía, con el voto de cada ciudad en cuanto a cuál de los tres deberá proveer su policía.
- Jurisdicción, ya que un FOCUS es una unidad política, y puede, por ejemplo, cobrar impuestos a las personas o ciudades que lo seleccionen.